# 인신매매

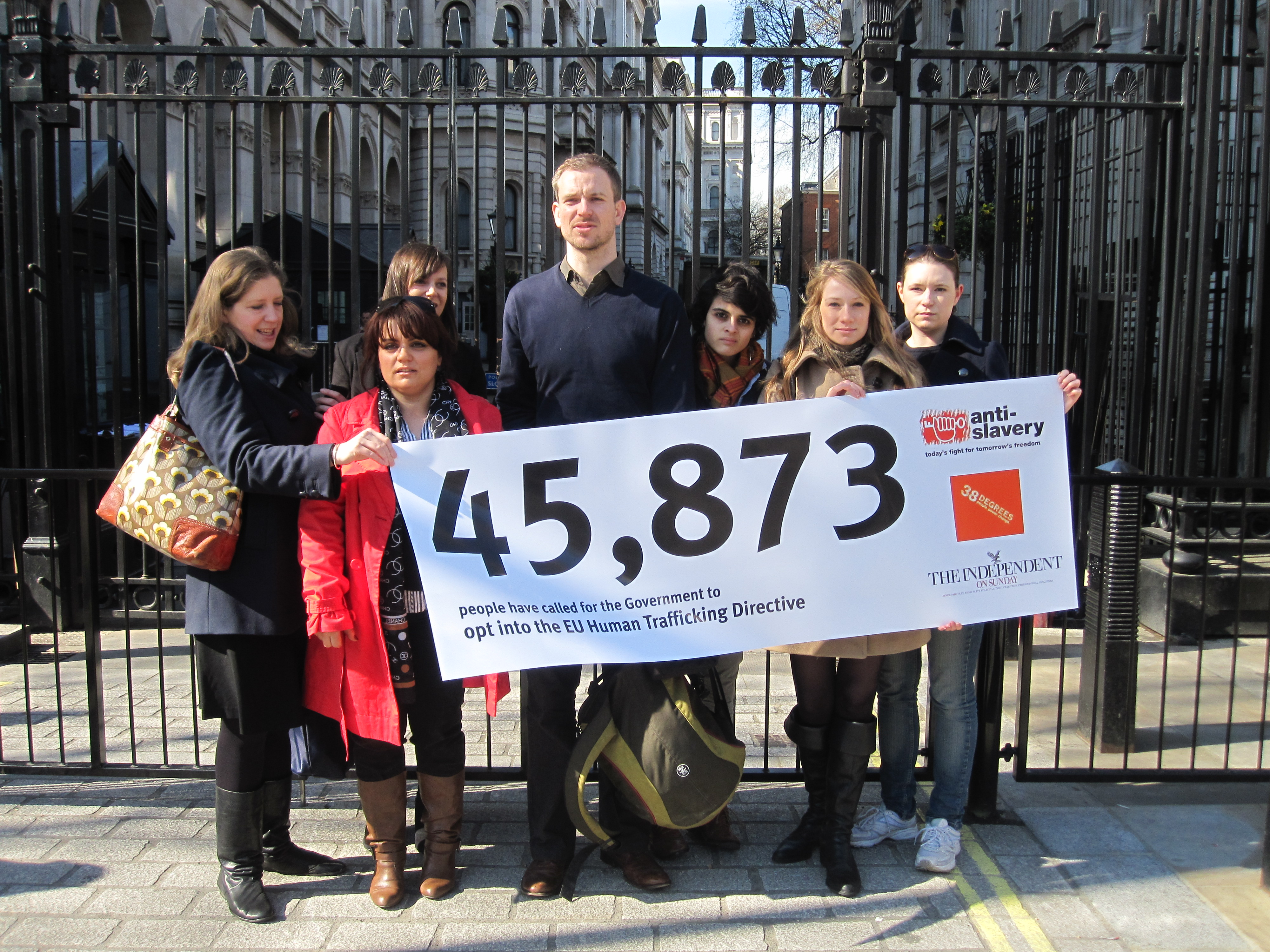
런던의 인신매매 활동가

인신매매(人身賣買, 영어: human trafficking)는 사람을 강제 노동, 성노예나 상업적 성착취 등의 목적으로 거래하는 행위를 일컫는다. 인신매매는 한 국가 내에서 또는 여러 국가를 거치며 이루어지며, 대상자의 동의를 얻어 행해지는 밀입국과는 구별된다. 인신매매는 인권에 반하는 범죄로서 세계적으로 금지되어 있으나, 각국에서 사람을 인신매매로부터 보호하는 법적 수준은 제각기 다르며 여전히 수많은 피해자들이 발생하고 있다.

## 정의
국제연합의 《인신매매, 특히 여성과 아동의 인신매매 방지, 억제 및 처벌을 위한 의정서》(Protocol to Prevent, Suppress and Punish Trafficking in Persons, Especially Women and Children)에 따르면 인신매매는 다음과 같이 정의된다.

가. "인신매매"란 착취를 목적으로 위협이나 무력의 행사 또는 그 밖의 형태의 강박, 납치, 사기, 기만, 권력의 남용이나 취약한 지위의 악용, 또는 타인에 대한 통제력을 가진 사람의 동의를 얻기 위한 보수나 이익의 제공이나 수령에 의하여 사람을 모집, 운송, 이송, 은닉 또는 인수하는 것을 말한다. 착취를 최소한, 타인에 대한 매춘의 착취나 그 밖의 형태의 성적 착취, 강제노동이나 강제고용, 노예제도나 그와 유사한 관행, 예속 또는 장기의 적출을 포함한다.
나. 이 조 가호에 규정된 수단 중 어떠한 것이든 사용된 경우에는, 이 조 가호에 규정된 의도된 착취에 대한 인신매매 피해자의 동의는 문제가 되지 아니한다.
다. 착취를 목적으로 한 아동의 모집, 운송, 이송, 은닉 또는 인수는 그것이 이 조 가호에 규정된 수단 중 어떠한 것을 포함하지 아니하더라도 "인신매매"로 간주된다.
라. "아동"이란 18세 미만의 모든 사람을 말한다.

## 나라별 현황

### 일제시대 근대적인 인신매매
동아일보 1924. 09. 02.자 2면을 보면 북화태(북 사할린섬)로 남용석 등의 인신매매 상인에 의해 최근 팔려간 조선인 여성이 4명이고, 북화태로 팔려간 조선인 여성만 이미 30여명으로 일본인 가라유키상 상인, 조선인 인신매매상에 의해 조선인 여자가 악마의 밥이 되었다고 보도하고 있다. 조선인 여성들이 팔려간 북화태 아항은 오늘날의 사할린 섬 북부의 알렉산드라프스크 항구이며, 일본군이 1918~1925년 시베리아 침략 무렵 무력으로 점령하였고, 석탄생산지와 어업항으로 현재까지 유명하다. 일제시대 사할린섬 북부의 오하는 지표면에서 석유를 생산할 수 있었던 곳으로 유명하였다.
일제의 지배가 본격화된 1905년에서~1945년까지 정신대, 위안부 모집 등을 통한 인신매매도 광범위하게 이루어졌다.

### 대한민국
대한민국 헌법은 국민의 신체의 자유를 보장하며, 법률에 의하지 않은 강제노역을 금지하고 있다. 대한민국 형법은 인신매매를 처벌하며, 인신매매방지법이 입법되어 2023년부터 시행되고 있다. 미국 법무부가 2001년부터 발행하고 있는 인신매매 보고서에서 대한민국은 2002년부터 인신매매 피해 보호 제도 및 실행 1등급으로 분류되어 왔으나, 2022년부터 2등급으로 하향 조정되어 분류되고 있다.
최근에도 인신매매를 통해 장애인을 노예로 사용한다는 보도가 있었다.

## 같이 보기
- 노예
- 노비
- 갑오개혁
- 부산 형제복지원 사건
- 전라도 섬노예
- 신안군 염전 섬노예 사건 (2014년)
- 성노예
- 일본군 위안부
- 가라유키상
- 시마다 모토타로
- 남용석
- 배정자
- 미국에서의 인신매매(영어판)